# Cleiton Schwengber
Cleiton Schwengber (Belmonte, 19 agosto 1997) è un calciatore brasiliano, portiere del RB Bragantino.

## Carriera

### Club
Cresciuto nelle giovanili dell'Atlético Mineiro, ha debuttato il 26 giugno 2017 in un match vinto 1-0 contro la Chapecoense.

### Nazionale
Con la nazionale Under-20 brasiliana ha preso parte al campionato sudamericano Under-20 2017, scendendo in campo contro la Colombia.

## Statistiche

### Presenze e reti nei club
Statistiche aggiornate al 12 giugno 2025.
| Stagione                | Squadra                 | Campionato              | Campionato | Campionato | Coppe nazionali | Coppe nazionali | Coppe nazionali | Coppe continentali | Coppe continentali | Coppe continentali | Altre coppe | Altre coppe | Altre coppe | Totale | Totale |
| Stagione                | Squadra                 | Comp                    | Pres       | Reti       | Comp            | Pres            | Reti            | Comp               | Pres               | Reti               | Comp        | Pres        | Reti        | Pres   | Reti   |
| ----------------------- | ----------------------- | ----------------------- | ---------- | ---------- | --------------- | --------------- | --------------- | ------------------ | ------------------ | ------------------ | ----------- | ----------- | ----------- | ------ | ------ |
| 2017                    | Atlético Mineiro        | M1/MG+A                 | 0          | -0         | CB              | 0               | -0              | CL                 | -                  | -                  | PL          | 0           | -0          | 0      | -0     |
| 2018                    | Atlético Mineiro        | M1/MG+A                 | 1+0        | -0         | CB              | 0               | -0              | CS                 | 0                  | -0                 | -           | -           | -           | 1      | -0     |
| 2019                    | Atlético Mineiro        | M1/MG+A                 | 6+25       | -3 + -27   | CB              | 0               | -0              | CL+CS              | 1+7                | -1 + -6            | -           | -           | -           | 39     | -37    |
| Totale Atlético Mineiro | Totale Atlético Mineiro | Totale Atlético Mineiro | 7+25       | -3 + -27   |                 | 0               | -0              |                    | 8                  | -7                 |             | 0           | -0          | 40     | -37    |
| 2020                    | RB Bragantino           | A1/SP+A                 | 2+32       | -1 + -31   | CB              | 2               | -4              | -                  | -                  | -                  | -           | -           | -           | 36     | -36    |
| 2021                    | RB Bragantino           | A1/SP+A                 | 9+34       | -5 + -36   | CB              | 0               | -0              | CS                 | 13                 | -12                | -           | -           | -           | 56     | -53    |
| 2022                    | RB Bragantino           | A1/SP+A                 | 13+37      | -13 + -57  | CB              | 2               | -2              | CL                 | 6                  | -9                 | -           | -           | -           | 58     | -81    |
| 2023                    | RB Bragantino           | A1/SP+A                 | 12+33      | -10 + -27  | CB              | 2               | -4              | CS                 | 6                  | -6                 | -           | -           | -           | 53     | -47    |
| 2024                    | RB Bragantino           | A1/SP+A                 | 11+31      | -9 + -36   | CB              | 4               | -6              | CL+CS              | 4+8                | -3 + -11           | -           | -           | -           | 58     | -65    |
| 2025                    | RB Bragantino           | A1/SP+A                 | 12+11      | -14 + -11  | CB              | 4               | -3              | -                  | -                  | -                  | -           | -           | -           | 27     | -28    |
| Totale RB Bragantino    | Totale RB Bragantino    | Totale RB Bragantino    | 59+178     | -52 + -198 |                 | 14              | -19             |                    | 37                 | -41                |             | -           | -           | 288    | -310   |
| Totale carriera         | Totale carriera         | Totale carriera         | 269        | -280       |                 | 14              | -19             |                    | 45                 | -48                |             | 0           | -0          | 328    | -347   |

## Palmarès
- Campionato Mineiro: 2

Atlético Mineiro: 2016, 2017